# Zubair Mahmud Kazaure

Zubair Mahmud Kazaure  es un diplomático nigeriano retirado.
Como diplomático de carrera, Zubair Mahmud Kazaure ha servido al Gobierno de Nigeria en puestos en el Oriente Medio, África, Europa Occidental, América del Norte y la Unión Soviética.
Habiendo comenzado su carrera en 1967, hasta 1977 fue enviado a Londres, Madrid, Dublín, Dar es-Salam  y Washington D. C..
De 1978 a 1979 fue cónsul general en Nueva York.
De 1980 a 1984 fue embajador en Trípoli.
De 1984 a 1988 residió en Lagos, sirviendo sucesivamente como director del departamento Oeste Norte de África, como secretario permanente del Ministerio de Asuntos Exteriores y como
director general adjunto de la Cancillería.
De 1989 a 1991 fue embajador Moscú.
De 1991 a 1996 fue embajador Washington D. C..
De 1996 a 1999 fue embajador Beijing.
Kazaure tiene un B.A. en los asuntos internacionales del Instituto de Administración de la Universidad Ahmadu Bello, y ha estudiado en el Instituto Nigeriano de Estudios Estratégicos y Políticas.
Además de su Idioma hausa nativa, habla el Idioma inglés, Idioma francés, Idioma ruso y Idioma árabe.
Está casado con Jamilaru Kazaure y tiene tres hijos.
| Predecesor:                       | Anexo:Embajadores de Nigeria en Libia 1980 - 1984                                                                                     | Sucesor: Alhaji Mammod Ibram |
| Predecesor: Edward Martins        | Anexo:Embajadores de Nigeria en Rusia 1989 - 30 de mayo de 1991                                                                       | Sucesor: Jibrin Dada Chinade |
| Predecesor: Alhaji Hamzat Ahmadu  | Anexo:Embajadores de Nigeria en los Estados Unidos designado:30 de mayo de 1991 acreditado: 11 de julio de 1991 - 29 de julio de 1996 | Sucesor: Alhaji Hassan Adamu |
| Predecesor: Emmanuel Nwachuku Oba | Anexo:Embajadores de Nigeria en China 29 de julio de 1996-1999                                                                        | Sucesor: Olagunju Adesakin   |